# أفيري ويليامسون
أفيري ويليامسون (بالإنجليزية: Avery Williamson)‏ هو لاعب كرة قدم أمريكية أمريكي، ولد في 9 مارس 1991 في كليفلاند في الولايات المتحدة.

## وصلات خارجية
- أفيري ويليامسون على موقع إي إس بي إن.كوم (أن.أف.أل)3
- أفيري ويليامسون على موقع مرجع كرة القدم المحترفة.كوم (الإنجليزية)